# 原平站
原平站，位于中华人民共和国山西省忻州市原平市，是同蒲铁路、京原铁路、韩原铁路上的火车站，建于1935年，由大秦铁路股份有限公司管辖。

## 歷史
- 建于1935年。

## 图集
- 原平站客运服务：馨原行，兼售票处
- 原平站检票口

## 車站周邊
- 忻州庆义久快捷酒店永兴店
- 忻州市第二人民医院
- 忻州第四中学
- 中国邮政储蓄银行解放街支行
- 中国移动原平城东营业厅
- 中国农业银行前进分理处
- 忻州市原平农业学校
- 中国工商银行原平支行
- 原平黄河京都大酒店
- 原平市人民政府
- 中国电信前进西街营业厅
- 原平九久商务宾馆
- 原平王府假日酒店
- 牛卧河公园

## 外部連結
- 中国铁路客户服务中心（页面存档备份，存于）